# Lazar Ćirković
Lazar Ćirković (serbisch-kyrillisch Лазар Ћирковић, * 22. August 1992 in Niš) ist ein serbischer Fußballspieler auf der Position eines Abwehrspielers, der insbesondere als Innenverteidiger zum Einsatz kommt.

## Vereinskarriere

### Karrierebeginn in Niš und Belgrad
Lazar Ćirković wurde am 22. August 1992 als Sohn eines Profibasketballspielers und einer Sprach- und Literaturlehrerin in der serbischen Großstadt Niš geboren. In seiner Kindheit bzw. Jugend trat er für die Nachwuchsmannschaften des FK Filip Filipović Niš (bis 2004) und des Großklubs FK Partizan Belgrad (2004 bis 2008) in Erscheinung. 2008 wechselte er in die Jugendabteilung des FK Rad Belgrad und schaffte von dieser im Jahre 2011 den Sprung in die Profimannschaft des Klubs. Nachdem er am 5. März 2011 erstmals beim 3:0-Auswärtssieg über den FK Čukarički erstmals in einem Pflichtspiel auf der Ersatzbank des Profiteams saß und auch in den nachfolgenden Partien des Öfteren die Bank hütete, kam er am 23. April 2011 zu seinem Profidebüt. Beim 1:1-Heimremis gegen den FK Spartak Subotica wurde er von Trainer Marko Nikolić in der 84. Spielminute für Nikola Leković eingewechselt. Nur eine Runde später absolvierte er bei einer 0:2-Auswärtsniederlage gegen den FK Vojvodina einen weiteren Kurzeinsatz, bei dem er unter anderem die gelbe Karte erhielt. Weitere Profiligaeinsätze blieb in dieser Saison, die der FK Rad auf dem vierten Platz abschloss und sich zum erst zweiten Mal in der Vereinsgeschichte für einen internationalen Startplatz qualifizierte, jedoch aus.
In der Spielzeit 2011/12 saß er unter dem nur kurzzeitigen Trainer Slavko Petrović in den ersten beiden Saisonspielen ohne Einsatz auf der Ersatzbank. Die restliche Zeit gehörte er zur Reserve und fand erst wieder im November und Dezember unter dem neuen Trainer Nebojša Vignjević zurück in den Profikader, musste aber in dieser Saison ohne Pflichtspieleinsatz bleiben. Um zumindest etwas Spielpraxis zu sammeln, wurde er für das Frühjahr 2012 an den FK Palić mit Spielbetrieb in der drittklassigen Srpska Liga Vojvodina verliehen. Beim Verein, der in der vorangegangene Saison nur knapp den Klassenerhalt geschafft hatte, kam er auf sieben Meisterschaftseinsätze und einen -treffer. Auch in diesem Jahr wurde der Klassenerhalt geschafft. Im Endklassement der SuperLiga belegte der FK Rad diesmal den zehnten Tabellenplatz. Nachdem seit seinem Abgang im Mai 2011 fünf verschiedene Trainer den FK Rad betreut hatten, kehrte Marko Nikolić im März 2012 wieder als Cheftrainer des Arbeitervereins zurück. Erst in der Saison 2012/13 sollte Ćirković unter dem Trainer, unter dem er damals auch sein Profidebüt gegeben hatte, zum Durchbruch kommen.

### Durchbruch beim FK Rad Belgrad
In dieser Spielzeit wurde er bereits in den ersten vier Saisonspielen als Stammkraft über die vollen 90 Minuten in der Innenverteidigung und auf der rechten Abwehrseite eingesetzt. Danach kam er über einen Zeitraum von rund zwei Monaten kaum zu Ligaeinsätzen und saß zumeist uneingesetzt auf der Ersatzbank, ehe er ab Anfang November wieder des Öfteren über die gesamte Spieldauer am Rasen war. Spätestens ab dem Frühjahr 2013 war Ćirković wieder unangefochtener Stammspieler in der Defensive, in der fortan ausschließlich als Innenverteidiger eingesetzt wurde. Bei 22 Ligaeinsätzen kam er auf eine Bilanz von einem Tor und einem Assist, wobei er insgesamt vier gelbe Karte erhielt. Im serbischen Fußballpokal 2012/13, in dem er mit seiner Mannschaft erst knapp mit 0:1 im Viertelfinale gegen den späteren Pokalsieger FK Jagodina ausschied, kam der großgewachsene Abwehrspieler auf zwei Einsätze. Mit 44 Punkten war Rad am Saisonende mit einem siebenten Platz weiter oben in der Liga angesiedelt, rutschte aber in der nachfolgenden Saison 2013/14 immer weiter in der Tabelle ab.
So musste der 1,92 m große Innenverteidiger, der es in dieser Saison auf 24 für ihn persönlich torlose Ligaeinsätze gebracht hatte, mit der Mannschaft am Saisonende in die Relegation und hatte noch großes Glück überhaupt den vorzeitigen Klassenerhalt geschafft zu haben. In der Relegation sicherte sich Rad erst im Rückspiel – nachdem das Hinspiel gegen den FK Metalac mit 0:0 endete – mit einem 3:0-Sieg den endgültigen Klassenerhalt. In die Saison gestartet war Ćirković unter Nebojša Milošević und spielte im Laufe der Saison 2013/14 auch noch unter Nebojša Petrović, Aleksandar Janković und Stevan Mojsilović. Im serbischen Pokal 2013/14 erfolgte bereits im Erstrundenspiel gegen den Zweitligisten FK Borac Čačak das frühzeitige Aus. Nachdem durch seine Defensivleistung auffiel und von vor allem nationalen Klubs umworben wurde, holte ihn Marko Nikolić, mittlerweile Trainer beim Traditionsklub Partizan Belgrad, im Sommer 2014 zu ebendiesem.

### Wechsel zu Partizan Belgrad
Am 20. August 2014 – Ćirković war bereits unter dem neuen Trainer Milan Milanović in die 2014/15 gestartet – unterschrieb er einen Vierjahresvertrag bei den Belgradern. Der Wechsel hätte bereits einige Wochen zuvor vonstattengehen sollen, was jedoch an ungeklärten Vertragsbedingungen scheiterte. Das Schiedsgericht des serbischen Fußballverbandes gab daraufhin den Wechsel am 19. August 2014 frei. Am 13. September 2014 saß er beim Ligaspiel gegen den FK Čukarički erstmals in einem Pflichtspiel von Partizan uneingesetzt auf der Ersatzbank und gab fünf Tage später sein Pflichtspieldebüt für den Belgrader Großklub, als er beim Europa-League-Gruppenspiel gegen Tottenham Hotspur (0:0) von Beginn an und bis zur 68. Spielminute am Spielfeld war. Danach gehörte der 22-Jährige bis zur Winterpause 2014/15 nahezu ausnahmslos zum Stammaufgebot in der Belgrader Abwehrreihe und war in insgesamt fünf der sechs Gruppenspiele seiner Mannschaft in der Europa-League-Gruppenphase im Einsatz. Die Mannschaft schied am Ende dieser Gruppenphase als Letzter der Gruppe C vorzeitig vom Turnier aus.
Am 21. Februar 2015 noch als Stammkraft ins Frühjahr gestartet, musste der kurzzeitig gesundheitlich angeschlagene Abwehrrecke ab der darauffolgenden Meisterschaftsrunde bereits für die routinierteren Mitspieler im Kader Platz machen. Erst zum Saisonende hin kam Ćirković im Mai 2015 noch zu vier Meisterschaftseinsätzen und beendete die Saison mit der Mannschaft auf dem ersten Tabellenplatz mit sieben Punkten Vorsprung auf den nächsten Verfolger, den Stadtrivalen Roter Stern. Damit sicherte sich das Team einen Startplatz in der 2. Qualifikationsrunde zur Champions League 2015/16. Im serbischen Fußballpokal 2014/15 zog die Mannschaft ins Finale ein und verlor dieses knapp mit 0:1 gegen den FK Čukarički. Insgesamt wurde Ćirković in dieser Saison in 13 Liga-, drei Pokal- und fünf Europa-League-Spielen eingesetzt.
Unter Zoran Milinković, der bereits seit Ende März 2015 das Traineramt innehatte, wurde Ćirković zu Beginn der 2015/16 nur sporadisch als Innenverteidiger eingesetzt und saß auch oftmals ohne Einsatz auf der Ersatzbank bzw. gehörte gar nicht erst zum Kader. In der Champions-League-Qualifikation wurde er in beiden Spielen der zweiten Qualirunde gegen den FC Dila Gori eingesetzt und war auch daraufhin nur noch uneingesetzter Ersatzspieler. Im weiteren Turnierverlauf schaffte es die Mannschaft über die dritte Qualifikationsrunde in die für eine Teilnahme entscheidenden Play-offs, in denen Partizan aufgrund der Auswärtstorregel knapp gegen BATE Baryssau unterlag und daraufhin an der Gruppenphase der Europa League 2015/16 teilnahm. Nachdem er es bis Ende Oktober zu lediglich sechs Ligaeinsätzen gebracht hatte, avancierte er im November zum Stammspieler in der Defensive und wurde von Ljubinko Drulović, der das Traineramt eben erst von Milinković übernommen hatte, regelmäßig eingesetzt.
Nachdem er die bis dahin ersten drei Gruppenspiele verpasst hatte, war er ab Anfang November auch in den drei weiteren Europa-League-Gruppenspiel als Innenverteidiger am Feld. Am Ende belegte Partizan Belgrad in der Gruppe L den dritten Platz – punktegleich mit dem zweitplatzierten FC Augsburg – und schied somit vorzeitig aus den internationalen Wettbewerben aus. Im von Verletzungen geplagten letzten Meisterschaftsspiel des Jahres war auch Ćirković einer der verletzten Akteure dieses Abends; danach brachte er es bis zum Saisonende verletzungsbedingt zu keinen weiteren Pflichtspieleinsätzen mehr. Mit 28 Punkten Rückstand auf den in dieser Saison in der Liga ungeschlagenen FK Roter Stern Belgrad wurde Ćirković mit Partizan serbischer Vizemeister. Erfolgreicher verlief es für den Hauptstadtklub im serbischen Pokal 2015/16, in dem Partizan bis ins Finale einzog und dort den FK Javor Ivanjica mit 2:0 besiegte. Insgesamt wurde Ćirković in der Spielzeit 2015/16 in 13 Liga-, zwei Pokal-, zwei Champions-League-Quali- und drei Europa-League-Spielen eingesetzt.

### Weitere Titel mit Partizan und Wechsel in die Schweiz
Unter dem ehemaligen Internationalen Ivan Tomić, der die Schwarz-Weißen zum Jahresende als Trainer übernommen hatte, und mit der Mannschaft auch noch in die Saison 2016/17 startete, fand Ćirković keine Berücksichtigung. Da er bis zur Winterpause 2016/17 keine Spielberechtigung hatte, wurde er anfangs auch unter dem altbekannten Marko Nikolić, dem Nachfolger von Tomić, nicht berücksichtigt. Doch auch danach schaffte er mit dem Start ins Frühjahr 2017 nicht den Durchbruch in die Profimannschaft und saß, wenn er überhaupt dem Kader angehörte, ohne Einsatz auf der Bank und musste seinen Teamkollegen den Vortritt lassen. Erst im vorletzten Saisonspiel, einem 3:1-Auswärtssieg über seinen Heimatklub FK Radnički Niš, absolvierte der Innenverteidiger am 17. Mai 2017 sein einziges Pflichtspiel in dieser Saison. Nach 31 ungeschlagenen Meisterschaftsspielen in Folge gewann er mit Partizan am Saisonende abermals den Meistertitel der serbischen SuperLiga, wobei das Team drei Punkte Vorsprung auf den Verfolger und Stadtrivalen Roter Stern hatte. Ähnlich erfolgreich erging es der Dampfwalze, so der Spitzname des Klubs, auch im Pokal 2016/17, in dem Partizan im Finale Roter Stern mit 1:0 niederrang und seinen Titel verteidigen konnte.
Nachdem Nikolić seine zweite Amtszeit bei Partizan mit Saisonende beendet hatte, übernahm mit Miroslav Đukić abermals ein neuer Trainer das Team. Unter diesem startete der 1,92 m große Defensivmann auch als Stammspieler in die Spielzeit 2017/18, musste aber nach Einsätzen in drei der ersten vier Meisterschaftsspielen wieder seine angestammte Position aufgeben und fungierte in weiterer Folge nur mehr als Ersatzspieler, ehe ab Mitte September gar nicht mehr zur Profimannschaft gehörte. Außerdem absolvierte er alle vier Qualifikationsspiel seiner Mannschaft zur Champions League 2017/18. Des Weiteren saß er, nachdem das Team aus der CL-Quali ausschied, bei den beiden Spielen der Qualifikations-Play-offs zur Europa League 2017/18 gegen den Videoton FC, bei dem Partizan ausgerechnet auf seinen letzten Trainer Marko Nikolić traf, ohne Einsatzminuten nur auf der Ersatzbank. Zum letzten Mal bei einem Pflichtspiel von Partizan im Kader war Ćirković am 7. Dezember 2017 beim letzten Gruppenspiel der Europa League gegen Dynamo Kiew.
Am 23. Januar 2018 wurde, nach knapp fünf Jahren bei Partizan, der Wechsel des Serben zum Schweizer Erstligisten FC Luzern bekanntgegeben. Bei den Innerschweizern unterschrieb er einen Vertrag bis Sommer 2018 mit der Option auf eine Verlängerung auf weitere zwei Jahre. Bei den Schweizern sollte er laut dem Sportkoordinator der Luzerner, dem ehemaligen Profispieler Rémo Meyer, die Abwehrreihe verstärken und gegebenenfalls als neuer Abwehrchef des FC Luzern zum Einsatz kommen. Am 18. Februar 2018 debütierte der Abwehrrecke in der Super League, als er von Trainer Gerardo Seoane beim 1:1-Auswärtsremis gegen den FC Zürich in der 67. Spielminute für Walerian Gwilia eingewechselt wurde. Danach avancierte er zu einer Stammkraft in der Defensive der Luzerner, ehe ihn eine Verletzung, die er am 7. April 2018 bei einer 0:1-Auswärtsniederlage gegen den FC Thun ereilte aus der Bahn warf. Aufgrund eines Innenbandrisses am linken Sprunggelenk musste Ćirković die Saison vorzeitig beenden. Trotz seiner Verletzung sprach ihm der Verein sein Vertrauen aus und verlängerte seinen im Sommer auslaufenden Vertrag wenige Tage später vorzeitig um weitere drei Jahre bis zum Sommer 2021. Nachdem er operiert worden war und sich sein Zustand bis zum Sommer 2018 nicht ausreichend verbessert hatte, gab der Verein bekannt, dass der Serbe bis auf unbestimmte Zeit vom Spielbetrieb ausfallen werde und somit nicht zum Saisonstart 2018/19 zur Mannschaft zurückkehren werde.
Sein erstes Spiel nach seiner Verletzung absolvierte Ćirković am 29. September 2018 bei einem 3:3-Heimremis der zweiten Mannschaft des FC Luzern gegen den SC Zofingen. Am 20. Oktober saß er bereits wieder in einem Ligaspiel der Profis ohne Einsatz auf der Ersatzbank und kam nach einem weiteren Spiel ohne Einsatz am 1. November beim 2:0-Auswärtssieg im Pokalachtelfinalspiel gegen den FC Chiasso von Beginn an zum Einsatz, ehe er von René Weiler, der Seoane in der Sommerpause abgelöst hatte, in der 79. Minuten im Gegenzug für Lucas ausgewechselt hatte. Drei Tage später absolvierte er bei einer 2:5-Heimniederlage gegen den FC Zürich erstmals seit sieben Monaten wieder ein Spiel in der Schweizer Super League.

## Nationalmannschaftskarriere
Erste Erfahrungen in einer Nachwuchsnationalmannschaft des serbischen Fußballverbandes sammelte Ćirković im Jahre 2009, als er für die serbische U-18-Nationalmannschaft sein Debüt gab. Im darauffolgenden Jahr kam er zudem für die U-19-Nationalelf seines Heimatlandes zum Einsatz, ehe er im Jahre 2013 erstmals für Serbiens U-21 auflief. Sein Debüt gab er dabei am 6. Februar 2013 gegen die Alterskollegen aus Israel, als er von Radovan Ćurčić in der 83. Spielminute für Miloš Jojić eingewechselt wurde. Nach einem weiteren Einsatz in einem Freundschaftsspiel gegen Griechenland im Juni 2013 kam der Defensivakteur im Oktober und November 2013 in zwei Qualifikationsspielen zur U-21-EM 2015 zum Einsatz. Einen weiteren solchen Einsatz absolvierte er im Oktober 2014 bei den Play-offs gegen Spanien; zwischendurch war er des Öfteren ein uneingesetzter Ersatzspieler des U-21-Nationalteams. Nach einem weiteren Freundschaftsspieleinsatz gegen Italien im März 2015 bestritt er mit seinem Heimatland die U-21-EM in Tschechien.

## Erfolge
FK Partizan Belgrad
- Serbischer Meister: 2014/15 und 2016/17
- Serbischer Vizemeister: 2015/16
- Serbischer Pokalsieger: 2015/16 und 2016/17
- Serbischer Pokalfinalist: 2014/15